# Szczepan Bukowski
Szczepan Bukowski (ur. 1948, zm. 10 sierpnia 2007 w Tarnowie) – polski lekkoatleta, działacz sportowy, długoletni prezes żużlowej Sportowej Spółki Akcyjnej Unia Tarnów, oraz dyrektor sportowy klubu, członek Głównej Komisji Sportu Żużlowego.
Karierę sportową zaczynał w latach 60. XX wieku, jako uczeń Zespołu Szkół Chemicznych. Jako podopieczny trenera Adama Hutniczaka, był jednym z czołowych lekkoatletów Unii Tarnów. Startował między innymi w biegach na 100 i 200 metrów, biegach płotkarskich, skoku w dal, trójskoku i dziesięcioboju. Wraz z Romanem Gnatem, Kazimierzem Nowakiem i Jerzym Kopeciem startował w finale Mistrzostw Polski w sztafecie cztery razy 100 metrów.
Po zakończeniu własnej kariery sportowej, początkowo pracował jako koordynator w grach zespołowych, a jesienią 1974 r., podjął pracę w sekcji żużlowej Zakładowego Klubu Sportowego Unia Tarnów.
Był menedżerem narodowej reprezentacji polski w żużlu. W czasie jego urzędowania zespół seniorów zdobył złoty medal w Drużynowym Pucharze Świata w 2005 r., a drużyna juniorów, złoto na Mistrzostwach Świata Juniorów w latach 2005 i 2006.
Został pochowany 12 sierpnia 2007 r., na cmentarzu Wierzchosławicach. W uroczystościach uczestniczyli między innymi Jacek Gollob, Grzegorz Ślak, Florian Kapała, Janusz Kołodziej, bracia Rempałowie, Marian i Robert Wardzała, Jan Ząbik, oraz prezydent Tarnowa-Ryszard Ścigała.